# ألان هدسون
ألان هدسون (بالإنجليزية: Alan Hudson) (21 يونيو 1951 بلندن في المملكة المتحدة - ) هو مقدم برامج إذاعية ولاعب كرة قدم بريطاني في مركز الوسط. شارك مع منتخب إنجلترا لكرة القدم. أما مع النوادي، فقد لعب مع تشيلسي وستوك سيتي ونادي أرسنال ونادي إيركوليس وSeattle Sounders (1994–2008) ‏ وكليفلاند فورس ‏ وسياتل ساوندرز.

## وصلات خارجية
- ألان هدسون على موقع قاعدة بيانات كرة القدم.إي يو (الإنجليزية)
- ألان هدسون على موقع ناشيونال فوتبول تيمز (الإنجليزية)